# DAISUKI FULL POWER
- ラブライブ! > ラブライブ!スーパースター!! > Liella! > DAISUKI FULL POWER

「DAISUKI FULL POWER」（ダイスキフルパワー）は、Liella!の楽曲。同グループのシングルとして2024年10月23日にLantisから発売された。

## 背景
「Let's be ONE」と同時に発売されたシングルで、テレビアニメ『ラブライブ!スーパースター!!』の第3期エンディングテーマである表題曲とカップリング曲及びそれらのオフヴォーカルが収録している。

## ディスクジャケット
ディスクジャケットは、前年リリースのシングル「追いかける夢の先で」でも使用された五輪橋がロケ地となっている。

## エンディング映像
エンディング映像は、横一列に並んでメガホンを掲げるシーンの他にも、1・2・3期生ごとによる写真パネルを使った撮影がある。

### 担当メンバー
| 話数   | 歌唱メンバー                                    | 収録CD              | 備考                                                 |
| ------ | ----------------------------------------------- | ------------------- | ---------------------------------------------------- |
| 第1話  | 澁谷かのん（伊達さゆり）                        | 3期サウンドトラック |                                                      |
| 第2話  | トマカノーテ （かのん、マルガレーテ、冬毬）     | 3期サウンドトラック |                                                      |
| 第3話  | 米女メイ（薮島朱音）、若菜四季（大熊和奏）      | 3期サウンドトラック | メイ・四季主役回                                     |
| 第4話  | 鬼塚夏美（絵森彩）                              | 3期サウンドトラック | 鬼塚姉妹主役回                                       |
| 第5話  | Liella! （かのん、マルガレーテ、冬毬を除く8人） | 3期サウンドトラック |                                                      |
| 第6話  | 唐可可（Liyuu）、平安名すみれ（ペイトン尚未）   | 3期サウンドトラック | 可可主役回                                           |
| 第7話  | 鬼塚冬毬（坂倉花）                              | 3期サウンドトラック |                                                      |
| 第8話  | 嵐千砂都（岬なこ）                              | 3期サウンドトラック |                                                      |
| 第9話  | ウィーン・マルガレーテ（結那）                  | 3期サウンドトラック | マルガレーテ主役回                                   |
| 第10話 | 葉月恋（青山なぎさ）、桜小路きな子（鈴原希実）  | 3期サウンドトラック | きな子主役回                                         |
| 第11話 | Liella!                                         | 本作品              |                                                      |
| 第12話 | （不使用）                                      | （不使用）          | 代わりに「始まりは君の空 ～11 Ver.～」が使用された。 |

## リリース
2024年10月23日にLantisからOPの「Let's be ONE」と同時にリリースされ、初回生産分には、スーパースターシール（全12種）がランダムで1枚封入されている。

## チャート成績
2024年11月4日付のオリコン週間シングルランキングでは8位にランクインした。

## 収録曲
| #         | タイトル                          | 作詞      | 作曲            | 編曲       | 弦編曲    | 時間  |
| --------- | --------------------------------- | --------- | --------------- | ---------- | --------- | ----- |
| 1.        | 「DAISUKI FULL POWER」            | 畑亜貴    | 石黒剛 常楽寺澪 | 久保田真悟 | 兼松衆    | 4:07  |
| 2.        | 「Within a Dream」                | 宮嶋淳子  | 福田陽司        | Hoffnung   |           | 4:11  |
| 3.        | 「DAISUKI FULL POWER」(Off Vocal) |           |                 |            |           | 4:07  |
| 4.        | 「Within a Dream」(Off Vocal)     |           |                 |            |           | 4:11  |
| 合計時間: | 合計時間:                         | 合計時間: | 合計時間:       | 合計時間:  | 合計時間: | 16:36 |